# Marrok
Marrok es un personaje de la serie de Ahsoka, que trabaja con Morgan Elsbeth para rescatar a Thrawn de otra galaxia.
Marrok fue parte del Imperio Galáctico como Inquisidor; no se sabe mucho pero posiblemente veamos más de él en la serie.

## Teorías de la comunidad de Star Wars
Muchas personas rumorean que Marrok es Starkiller, el aprendiz secreto de Darth Vader en The Force Unleashed, porque Sam Witwer aparece en los créditos en la serie de Ahsoka.

## Apariciones

### Ahsoka
Capitulo 1
Marrok aparece junto a Morgan Elsbeth, Baylan Skoll y Shin Hati con el artefacto que revela la ubicación del Gran Almirante Thrawn el cual estaba en otra galaxia donde también está el Jedi Ezra Bridger.
Capitulo 2
Marrok aparece en Corellia, el planeta natal de Han Solo y Qi'ra, enfrentando con sus droides a Ahsoka Tano, Ahsoka destruye todos sus droides después de un corto enfrentamiento, Marrok escapa en una nave con Shin Hati.